# Rüdiger Kurock
Rüdiger Kurock (* 10. November 1955 in Schwerin) ist ein deutscher Schriftsteller, Lohnsteuerberater, Lehrer und Ökonom, der für seine literarischen Werke das Pseudonym Slov ant Gali benutzt.

## Leben
Kurock ist das zweite Kind einer schlesischen Umsiedlerfamilie und wuchs in Schwerin auf. Von 1962 bis 1975 besuchte er in dort die Schule bis zum Wirtschaftskaufmann mit Abitur. Ab 1972 war er fünfmal zum Zentralen Poetenseminar der FDJ delegiert. Nach kurzen Tätigkeiten in verschiedenen Bereichen (Sachbearbeiter im Großhandel, halbjähriger Grundwehrdienst, kulturpolitisch-künstlerischer Mitarbeiter am Kreiskabinett für Kulturarbeit Parchim, Materialwirtschaftler bei ORSTA Hydraulik Schwerin) absolvierte er von 1978 bis 1982 die Pädagogische Hochschule „Clara Zetkin“ in Leipzig und schloss als Diplomlehrer für Staatsbürgerkunde und Deutsch ab und war dann von 1983 bis 1990 für die Organisation von Lehrgängen für „Reisekader“ des Kombinats Robotron im Außenhandelsbetrieb zuständig. Dort absolvierte er ein postgraduales Studium Außenwirtschaft.
Ab 1990 war er Beratungsstellenleiter eines Lohnsteuerhilfevereins.
Kurock ist ehrenamtlich Mitglied im Vorstand des Landesverbandes Brandenburg im Verband deutscher Schriftsteller (Teil der ver.di).

## Familie
Rüdiger Kurock ist seit 2001 geschieden und hat einen erwachsenen Sohn und eine erwachsene Tochter.

## Werke
- Mit Blindenhund durchs Liebesland. 2008 (Lyrik mit Riedlinger / Brauer)
- Planet der Pondos. SF-Roman 2009.
- Worträume. Lyrik 2009.
- Mein außerirdischer Liebhaber. 2009 (SF-Anthologie)
- Liebe mbH. 2013 (Lyrik mit Jaron / Riedlinger)
- Gemeinschaft der Glückssüchtigen. 2013.
- Der lebende See. SF-Stories 2013.
- Sieben Kugeln zum Turm der Testuden. SF-Roman 2014.
- Gejagt in zwei Welten. SF-Roman 2016.
- In vollkommener Zahl. SF-Roman 2016.
- Freeds Planet. SF-Roman 2016.
- Rettungsträumer. Phantasyroman 2016.
- Rettungsträumer – Im Jahr danach. Phantasyroman 2016.
- Mondmund und Berggeist. Märchensammlung 2016.
- Im Bann der Bienen. SF-Roman 2017.
- Myzel. SF-Roman 2018.
- Kommunismus – Ja, aber (Anti-Driebe). 2018.

Die Bücher erschienen bei petit Potsdam, dorante, Berlin, Lorbeer Bielefeld. Neun9zig Berlin & Sehnde, Neun9zig Berlin.